# Daniele Negroni
Daniele Negroni (ur. 31 lipca 1995 w Aronie) – niemiecki wokalista, najbardziej znany z występu w programie telewizyjnym.
Daniele Negroni był uczestnikiem dziewiątej edycji talent show Deutschland sucht den Superstar, niemieckiego odpowiednika programu Idol.
W finale zajął on drugie miejsce dzięki czemu podpisał kontrakt płytowy z wytwórnią Universal Music Group. Jego pierwszy singiel Don't Think About Me ukazał się w dniu finałowego koncertu Deutschland sucht den Superstar jako download, a kilka dni później także w wersji CD; jest to cover utworu zwycięzcy tego programu, którym był Luca Hänni. W maju 2012 Negroni wydał swój debiutancki album Crazy, którego producentem jest Dieter Bohlen znany z grupy Modern Talking. Daniele Negroni jest pierwszym w historii uczestnikiem Deutschland sucht den Superstar, który osiągnął na listach przebojów lepsze wyniki niż zwycięzca programu Luca Hänni.

## Dyskografia

### Albumy
- 2012 Crazy – #1 w Niemczech i w Szwajcarii, #7 w Austrii
- 2013 Bulletproof – #1 w Niemczech

### Single
- 2012 Absolutely Right – #1 w Niemczech
- 2012 I Like It Hot – #1 w Niemczech
- 2013 Hold on My Heart – #1 w Niemczech

### Inne
- 2012 Don't Think About Me – #1 w Niemczech